# 황화론

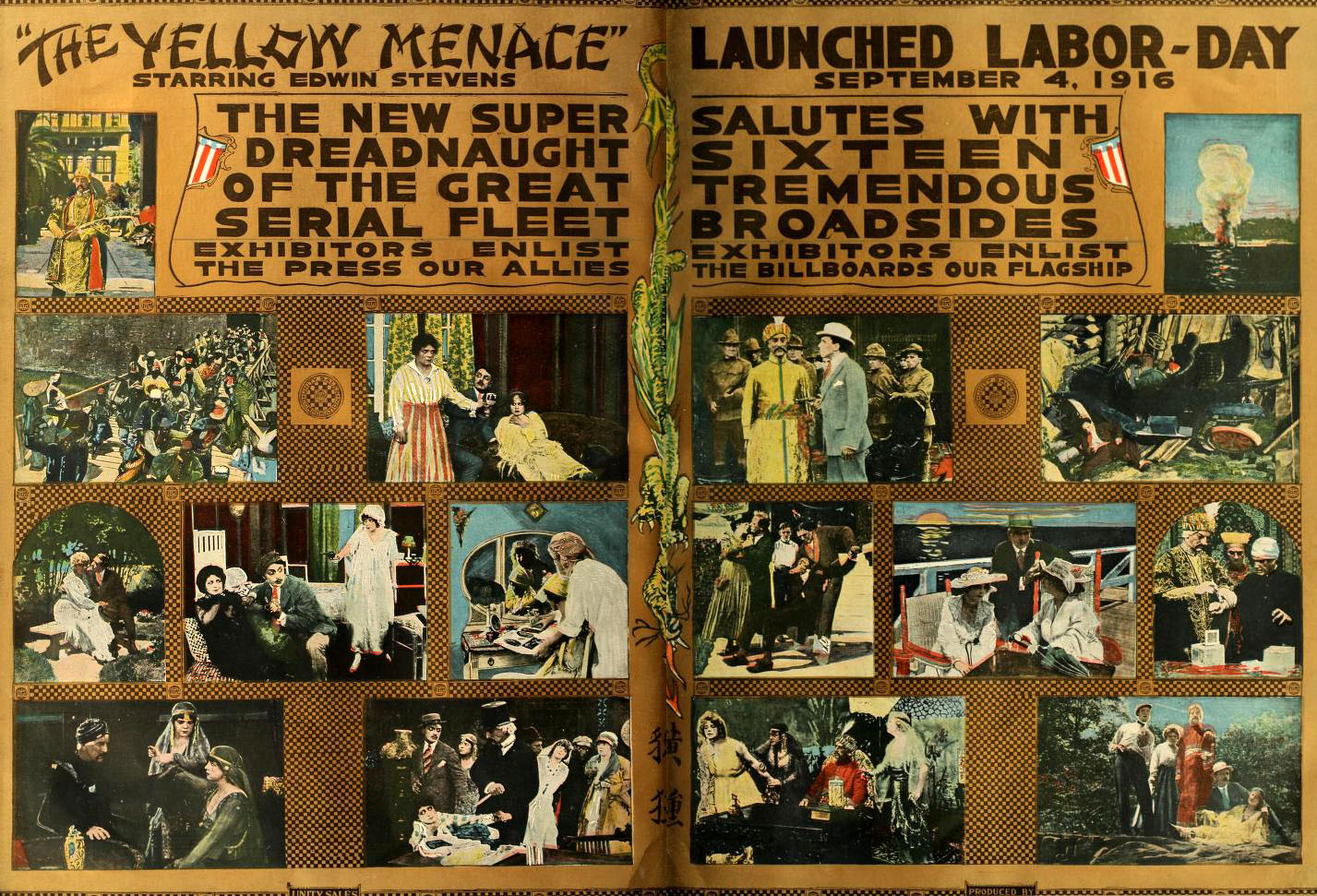
The Yellow Menace (1916)

황화론(黃禍論, 영어: Yellow Peril, Yellow Terror, Yellow Specter)은 청일전쟁(淸日戰爭) 말기인 1895년경, 독일 황제 빌헬름 2세가 황색 인종을 억압하기 위해서 내세운 모략으로써, 앞으로 황색 인종이 서구의 백인(白人) 사회를 위협하는 시대가 올 것이라는 주장을 한 것이 그 내용이다.
이것은 얼굴도 없고, 형체가 없는 단순히 무의식적으로 나와 다른 것이 자신들에게 위협적으로 다가온다는 것에 기인한다.  이것은 로드롭 스토다드의 저서 "백인 세상의 우월성에 저항하는 떠오르는 물결 유색인"에 드러났다.

## 역사

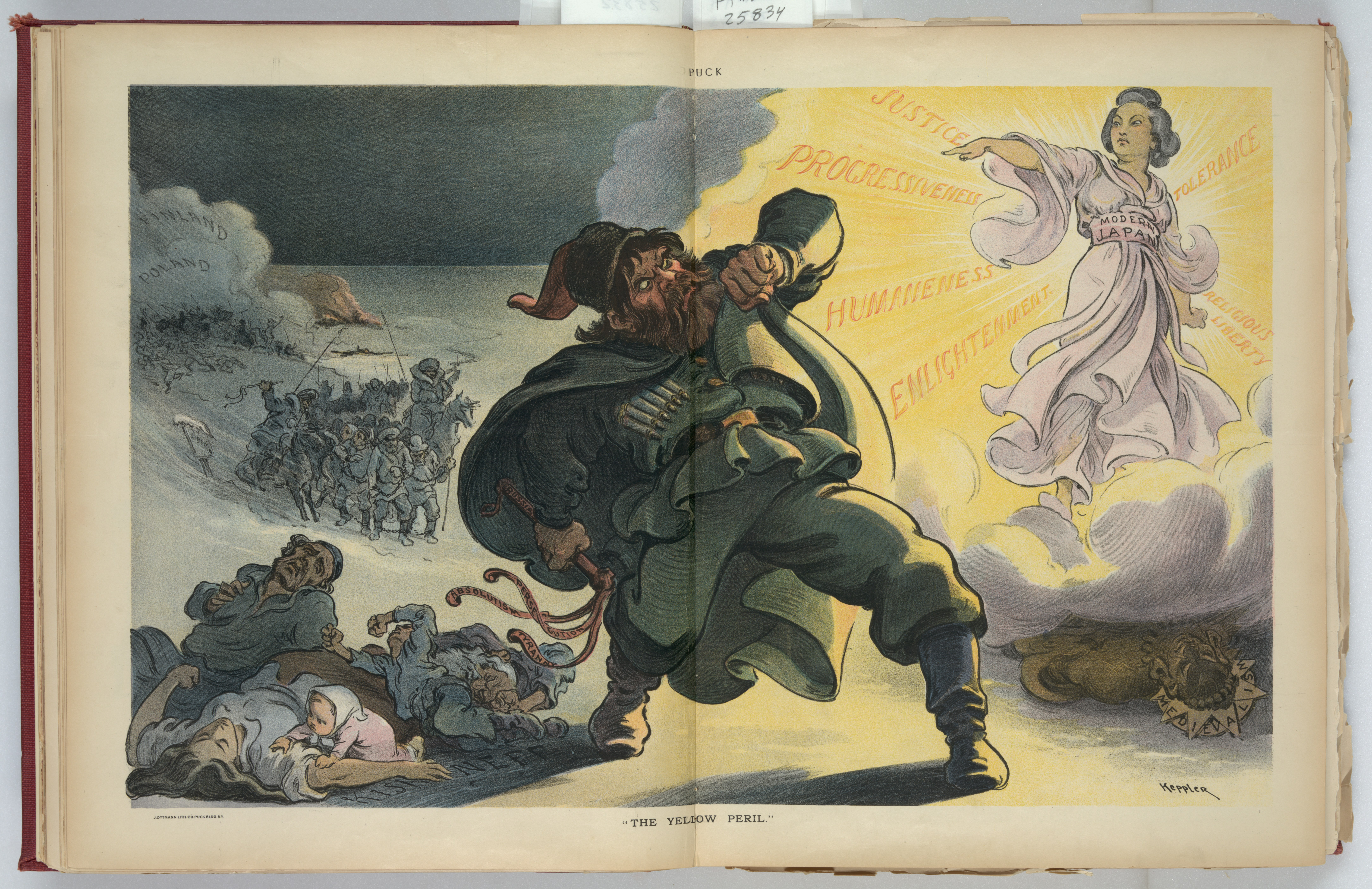
황화론을 풍자한 삽화

19세기, 독일 왕 빌헬름 2세가 꿈을 꾼 내용을 매체에서 다뤘는데, 그 내용은 동양의 불상이 유럽 사회를 파괴하고 있었고 그리스 여신 형상을 한 유럽의 제일 강한 7개국의 여신들 중 독일의 여신이 앞장서서 맞서려 했고, 영국의 여신은 뒤에서 주춤하며 맞서길 꺼려했다는 내용이다.

### 몽골
몽골 제국이 유럽을 침공할 때, 유럽인들은 5세기 유럽을 유린하던 훈족을 다시 떠오르게 했다. 동양의 침공에 대한 공포심이 심어졌고, 훈 내지 몽골은 서양인에겐 '침입자'의 상징으로 쓰였다. 세계대전 때도 영국은 독일을 '훈 놈들' 내지 '훈족'이라고 비하해서 부르며 경멸하기도 했다.

### 일본
1895년 청일전쟁에서 승리해서 일본의 존재를 서구에 본격적으로 알렸다. 이를 본 독일 왕은 '황인종이 서구 사회를 위협하는 때가 올 것이며 독일은 수호자가 될 것'이라는 선전을 했다. 1899년 의화단운동으로 일본이 8대 열강의 일원으로서 중국에 진출하자, 황화론이 현실화되는걸로 생각한 독일, 프랑스, 러시아가 삼국 간섭으로 일본에게 외교 공세를 취하게 된다. 영국과 동맹을 한 일본은 1905년 러일전쟁에서 승리하고 1980년대엔 세계 2위 경제대국이 되어 소련 국력을 초월하여 미국 체제를 추월하는 모습을 보여주어 백인 사회에서 황화론을 다시 부활시켰다. 80년대 영국의 금융기업들을 일본이 쇼핑하듯이 사갔기 때문에 영국은 1990년대 당시 일본을 부상하고 있는 인류의 새로운 중심지로 보는 시각이 있었다.

### 나치
히틀러는 '나의 투쟁' 책에서 이렇게 저술했다. "인류는 문화 창조자, 문화 지지자, 문화 파괴자로 구분된다. 문화를 창조한 위업은 20세기까지의 게르만 아리아인들이 해냈으니 창조자에 해당하며 일본은 게르만의 문화를 훌륭하게 학습했다. 미국과 유럽이 사라져버린다해도 일본은 한동안 과학과 문화를 계속 발전하는데 성공하겠지만, 머지않아 정체가 올거다. 일본에겐 게르만 문화를 지지하는 역할이 있다."
나치 사상의 근간인 히틀러의 주장은 일본의 정체성을 인류 문화의 계승자로 간주했다. 나치는 세계 최고 민족 아리아인이 인도 내지 이란에도 있으며 아리아인 문화가 불교등 아시아 문화에도 전파됐기 때문에 동양을 무조건 부정하지는 않는다. 그러나, 전쟁이 독일에게 불리해지고 주도권을 완전히 빼앗긴 1944년, 독일은 프로파간다 포스터에서 미국을 인디언 혼혈아들이 유럽 사회를 파괴한다고 묘사했다. 반세기전의 빌헬름이 주장했던 불상이 유럽 사회를 파괴한다는 선전을 달라진 시대에 맞게 각색한 선전이다. 황인종인 인디언과 혼혈이 된 '튀기'들이 미인대회에 나오고 있는게 미국이라며 미국을 비하하는 나치의 선입견이 보인다. 기본적으로 나치는 美 사회를 인종 혼합사회로 보았는데, 실제로 21세기 미국의 백인 우월주의자들은 유전자 검사 결과 순수 백인이 아닌걸로 밝혀졌고, 3분의2는 백인이 아닌 인종으로 나왔다. 러시아 백인들이 10%는 몽골 유전자인 것처럼, 미국 백인들도 인디언 유전자가 섞여있다. 나치의 인디언 혼혈인 KKK가 흑인들을 학대하는 미국 사회 묘사가 아주 틀린건 아니었다.

### 중국
2010년대 중국의 경제부상과 2020년 코로나 사태 이후, 21세기 유럽 사회는 다시 황화론이 재부상했다. 2021년 아프간 정부의 멸망 후, 중국 정부는 아프간 정권을 획득한 탈레반과 접촉을 했고 불가침을 맺었음을 공식 발표하는 행보를 보였다. 향후, 중국의 국책 사업인 일대일로의 상대로 아프간을 삼을거란 전망도 나오고 있다. 유럽의 핵심국인 영국 내각도 아프간 사태에 대해 민감한 반응을 보여 회의를 했고 2만명의 난민 수용 계획을 발표했다. 아프간 접경지역은 신장 위구르이며, 신장 지역은 당나라때 서양으로 진출하며 획득한 땅이며 그 당시엔 일본이 만든 영토라는 개념이 없던 시대여서 강역이라고 불렀으며 새로 얻은 신강역이란 뜻으로 신강이라고 부르는것에서 신장 위구르 자치구의 어원이 됐다. 신장은 당나라 이후 최대의 중국의 서양 진출이다. 몽골의 기병이 세계 패권을 쥔 것처럼, 일본의 재벌이 세계 패권을 쥔 것처럼, 21세기 중반에 급부상하는 중국이 어떤 형태로든 세계에 주는 영향은 서양 시각에서는 이 역시 황화론이다.

## 같이 보기
- 유대 볼셰비즘
- 적색공포
- 미국내 동아시아인에 대한 고정관념
- 백인의 짐
- 백호주의
- 코로나19 범유행에 관한 제노포비아와 인종 차별